# Deutsche Meisterschaften im Eiskunstlaufen 2017
Die 118. Deutschen Meisterschaften im Eiskunstlaufen 2017 fanden vom 15. bis 17. Dezember 2016 in der Erika-Heß-Eisstadion in Berlin statt. Der Veranstalter war die Deutsche Eislauf-Union und Ausrichter war der Berliner Eissport-Verband.

## Programm und Zeitplan
| Datum             | Uhrzeit               | Wettkampf |
| ----------------- | --------------------- | --- |
| Fr., 16. Dezember | 10:00 Uhr – 14:35 Uhr | Training |
| Fr., 16. Dezember | 15:00 Uhr             | Eröffnung |
| Fr., 16. Dezember | 15:30 Uhr             | Verabschiedung ehemalige Sportler |
| Fr., 16. Dezember | 15:50 Uhr             | Wettbewerbe Meister Eistanz (Kurz Tanz) Nachwuchs Synchron (Kür) Meister Herren (Kurz) Meister Paare (Kurz) Meister Damen (Kurz) Junioren Synchron (Kurz) Meister Synchron (Kurz) |
| Sa., 17. Dezember | 08:00 Uhr – 12:30 Uhr | Training |
| Sa., 17. Dezember | 13:00 Uhr             | Wettbewerbe Meister Damen (Kür) Meister Eistanz (Kür) Meister Paare (Kür) Meister Herren (Kür) Junioren Synchron (Kür) Meister Synchron (Kür)                                     |
| Sa., 17. Dezember | 19:00 Uhr             | Schaulaufen |

## Ergebnisse

### Damen
| Platz | Sportlerin          | Kurz       | Kür         | Gesamt |
| ----- | ------------------- | ---------- | ----------- | ------ |
| 1     | Nathalie Weinzierl  | 63.66 (1.) | 104.60 (1.) | 168.26 |
| 2     | Lea Johanna Dastich | 46.05 (2.) | 93.82 (2.)  | 139.87 |
| 3     | Annika Hocke        | 45.86 (3.) | 89.58 (3.)  | 135.44 |
| 4     | Kristina Isaev      | 44.34 (4.) | 80.89 (4.)  | 125.23 |
| 5     | Alina Mayer         | 35.76 (5.) | 66.56 (5.)  | 102.32 |

### Herren
| Platz | Sportler       | Kurz       | Kür         | Gesamt |
| ----- | -------------- | ---------- | ----------- | ------ |
| 1     | Peter Liebers  | 78.13 (1.) | 144.70 (1.) | 222.83 |
| 2     | Paul Fentz     | 74.42 (2.) | 144.21 (2.) | 218.63 |
| 3     | Franz Streubel | 72.19 (3.) | 138.07 (3.) | 210.26 |
| 4     | Anton Kempf    | 58.03 (4.) | 108.34 (4.) | 166.37 |
| 5     | Fabian Piontek | 49.93 (5.) | 103.46 (5.) | 153.39 |
| 6     | Dave Kötting   | 38.50 (6.) | 89.59 (6.)  | 128.09 |

### Paare
| Platz | Team                                | Kurz       | Kür         | Gesamt |
| ----- | ----------------------------------- | ---------- | ----------- | ------ |
| 1     | Mari-Doris Vartmann Ruben Blommaert | 61.22 (1.) | 119.68 (1.) | 180.90 |

### Eistanz
| Platz | Team                                | Kurz       | Kür         | Gesamt |
| ----- | ----------------------------------- | ---------- | ----------- | ------ |
| 1     | Kavita Lorenz Panagiotis Polizoakis | 67.24 (1.) | 104.96 (1.) | 172.20 |
| 2     | Katharina Müller Tim Dieck          | 63.44 (2.) | 83.44 (4.)  | 146.88 |
| 3     | Shari Koch Christian Nüchtern       | 59.84 (3.) | 84.10 (3.)  | 143.94 |
| 4     | Jennifer Urban Benjamin Steffan     | 53.75 (4.) | 88.40 (2.)  | 142.15 |

### Nachwuchsklasse Synchron
| Platz | Team                  | Kür        | Gesamt |
| ----- | --------------------- | ---------- | ------ |
| 1     | Team Berlin Novice    | 47.49 (1.) | 47.49  |
| 2     | Skating Graces Novice | 39.68 (2.) | 39.68  |

### Juniorenklasse Synchron
| Platz | Team                | Kurz       | Kür        | Gesamt |
| ----- | ------------------- | ---------- | ---------- | ------ |
| 1     | Team Berlin Juniors | 40.98 (1.) | 73.74 (1.) | 114.72 |

### Meisterklasse Synchron
| Platz | Team           | Kurz       | Kür         | Gesamt |
| ----- | -------------- | ---------- | ----------- | ------ |
| 1     | Team Berlin I  | 56.80 (1.) | 109.17 (1.) | 165.97 |
| 2     | Skating Graces | 40.11 (2.) | 83.13 (2.)  | 123.24 |